# Área de Proteção Ambiental Cavernas do Peruaçu
A Área de Proteção Ambiental Cavernas do Peruaçu está localizada no estado de Minas Gerais na região sudeste do Brasil. O bioma predominante é o Cerrado.